# Trace Caribbean
 (février 2025).
Motif : Notoriété encyclopédique ? Une mention dans l'article du groupe pourrait être suffisante ?
- Archive Wikiwix
- Bing
- Cairn
- DuckDuckGo
- E. Universalis
- Gallica
- Google
- G. Books
- G. News
- G. Scholar
- Persée
- Qwant
- (zh) Baidu
- (ru) Yandex
- (wd) trouver des œuvres sur Wikidata

| 1. | Préciser le motif de la pose du bandeau. | Précisez le motif de la pose du bandeau en utilisant la syntaxe suivante : {{admissibilité à vérifier\|date=mars 2025\|motif=remplacez ce texte par le motif}}                       |
| 2. | Informer les utilisateurs concernés.     | Pensez à avertir le créateur de l'article, par exemple, en insérant le code ci-dessous sur sa page de discussion : {{subst:avertissement admissibilité à vérifier\|Trace Caribbean}} |

Pour les articles homonymes, voir Trace.
Trace Caribbean (anciennement Trace Tropical) est une chaîne de télévision musicale crée en 2009 par Olivier Laouchez. La chaîne diffuse des clips de musique tropicale mais aussi des concerts, des interviews et des documentaires. Elle est disponible sur le câble et satellite.

## Historique
2009
- Lancement de la chaîne TRACE Tropical (hits tropicaux).
- TRACE Tropical est élue meilleure chaîne de musique aux Hot Bird TV Awards[1]

2010
- Le 15 décembre 2010, Trace Tropical change d'identité visuelle, avec le slogan "We love Tropical Music".

2014
- Le 9 janvier 2014, Trace Tropical n'est plus diffusée sur Canalsat en France.

2018
- Trace Tropical change son habillage et slogan « We are Tropical Music »

2020
- Trace Tropical devient Trace Caribbean depuis le 2 juin 2020.

### Identité visuelle (logo)

Premier Logo de TRACE Tropical du 12 février 2009 à 2011
Dernier Logo de TRACE Tropical de 2011 au 2 juin 2020
Premier logo de Trace Caribbean du 3 juin 2020 au 2 novembre 2022.
Logo actuel depuis le 3 novembre 2022.

### Slogans
- 2009 - 2011 : « Hot Tempo »
- 2011 - 2018 : « We Love Tropical Music »
- 2018 - 2020 : « We Are Tropical Music »
- depuis 2020 : « We Are One Caribbean »

## Annexe